# Novgorodi–svéd háború (1240)
A novgorodi–svéd háború a svédek és az oroszok összecsapása 1240-ben. Az orosz–svéd konfliktusok ezt követően majd csak a 15–16. században fognak folytatódni.
A háborút a svédek a Novgorodi Fejedelemség dél-finnországi birtokai és a gazdag kereskedőváros bevételére indították, melyre ugyanakkor a dánok és a Német Lovagrend is pályázott. Ez előbbi a svédek ellensége volt a baltikumi terjeszkedésben és a Német Lovagrend is támogatta (a lovagokkal ezzel ellentétben jó volt a viszonyuk). A háború a svédek vereségével végződött, mert Alekszandr Jaroszlavics legyőzte őket a Néva torkolatánál, ezért kapta a „Nyevszkij” (Névai) melléknevet.

## Előzmények
A 12. század végéig a kelet-balti területek, a mai Észak-Lengyelország (balti Poroszország), Litvánia, Lett-, Észt- és nem utolsósorban Finnország területe pogány volt, ritkán lakott és megműveletlen. A legközelebbi keresztény államok, az oroszok nem törődtek ezen területek keresztény hitre térítésével, a lengyelek országát pedig különféle kisebb-nagyobb fejedelemségek darabolták fel, akik egymással is harcban álltak. A 13. századtól nem sokkal a nyugati rítusú keresztény térítőtevékenység megindulása után elkezdődtek a német, dán és svéd expanziók, melyek a balti és finnugor népek mellett az orosz földeket is meg akarta hódítani.
A mai Lettország területén német lovagok, kereskedők és egyházi vezetők által létrejött a Kardtestvérek rendje 1202-ben, mely több mint harminc éven át sorra igázta le az itteni törzseket, még azokat is akik keresztény hitre tértek. Az 1220-as évek folyamán Észtország meghódításakor a dánokkal együtt már összecsaptak az oroszokkal. Bár a novgorodiaknak sikerült a feléjük való terjeszkedésüket meggátolni (1234), de igazán súlyos vereséget a lettektől és a litvánoktól szenvedték el a lovagok 1236-ban. Ezután egyesítették őket a Német Lovagrenddel, így a hódítások tovább folytatódtak.
A dánok Észak-Észtországban szereztek birtokot, de némelykor összetűzésbe kerültek a Kardtestvérekkel is. Sikertelenül próbáltak ők is az orosz fejedelemségek felé terjeszkedni. A svédek az akkor még pogány Finnországban is számos területet vontak uralmuk alá a 12. század folyamán, s több mint hat évszázadig ők voltak az ország urai. Összeütközésbe kerültek a dánokkal, akik szintén szerettek volna finn területeket elfoglalni.
A Novgorodi Fejedelemség amely igencsak komoly kereskedelmet bonyolított le a térségben, szintén uralma alá vont néhány területet Dél-Finnországban a 12–13. században, s egyre közelebb került a svédekhez, de nagyobb fenyegetést inkább a dán és a német terjeszkedés jelentett, sőt 1238-tól megindult a nagy mongol invázió Európa ellen.

## Svéd támadás Novgorod ellen
Svédországban XI. Erik éppen betegeskedett, helyette Birger Jarl kormányozta az országot. Azt tervezte, hogy a flottával kiköt a Névánál és elfoglalja Novgorodot. Ehhez szövetségest keresett a Német Lovagrend és a mongolok részéről is. 1240-ben a svéd flotta, rajta egy ötezer fős sereggel elindult Oroszországba, de a mongolok nem támadtak. A svédekkel egyidőben hadjáratra indultak a német lovagok és a dánok Észtországban.

### A névai csata
Birger Jarllal szemben a novgorodi fejedelem Alekszandr Jaroszlavics a vlagyimiriekkel közösen majdnem 7000 emberrel indult a Névánál lehorgonyzott svédek ellen, akiknek soraiban norvégok és finnek is voltak. Egy vihart kihasználva az oroszok rajtaütöttek az ellenségen és legyőzték őket. Győzelme miatt kapta az ifjú fejedelem a „Nyevszkij” melléknevet.

## A német támadás megállítása
A nyugatról benyomult Német Lovagrend több orosz várost elfoglalt, s Novgorodban németbarát erők kerekedtek felül, akik miatt Alekszandr elhagyni kényszerült az országot. A következő két évben a németek folytatták hódításaikat és eljutottak Novgorod közelébe. A város visszahívta fejedelmét, aki 1242-ben a befagyott Peipus-tón vívott „jégcsatában” legyőzte a német lovagokat és a dánokat.

## A svéd–orosz béke
Több mint nyolcvan évvel az események után a svédek és az oroszok a Nöteborgi békében megszabták a határokat, persze a német kereskedők közreműködésével. Az orosz–svéd háborúk a 15. század végén lángolnak fel. Ennek előzménye 1475-ben a Szent Olaf várának felépítése, mely bonyodalmakhoz vezetett a két ország között.